# اینکا هوآجانان
اینکا هوآجانان (به اسپانیایی: Inca Huajanan) یک کوه در پرو است که در Peru, Ancash Region واقع شده‌است. اینکا هوآجانان ۳٬۲۰۰ متر بالاتر از سطح دریا واقع شده‌است.